# Elimination Chamber (2015)
Elimination Chamber (2015) (hay No Escape (2015) ở Đức) là một sự kiện pay-per-view đấu vật chuyên nghiệp và sự kiện của WWE Network sản xuất bởi WWE, diễn ra ngày 31 tháng 5 năm 2015, tại American Bank Center ở Corpus Christi, Texas. Đây là sự kiện Elimination Chamber thứ 6, đầu tiên và duy nhất tổ chức vào tháng 5; các phiên bản trước đó diễn ra vào tháng 2. Mặc dù được quảng cáo là độc quyền của WWE Network, sự kiện vẫn được phát sóng bằng phương tiện pay-per-view truyền thống ở nhiều lãnh thổ khác nhau.
Có 7 trận đấu diễn ra trong sự kiện, bao gồm 1 trận ở pre-show. Đây là sự kiện đầu tiên có một trận đồng đội Chamber. Trong sự kiện chính, Dean Ambrose đánh bại nhà vô địch WWE World Heavyweight Seth Rollins bằng luật chống phạm quy. Ngoài ra, Kevin Owens đánh bại John Cena trong trận ra mắt của anh ở sự kiện.

## Kết quả
| #                                                                                     | Kết quả | Thể loại                                                                        | Thời gian |
| ------------------------------------------------------------------------------------- | --- | ------------------------------------------------------------------------------- | --------- |
| 1P                                                                                    | Stardust đánh bại Zack Ryder | Trận đấu đơn                                                                    | 6:12      |
| 2                                                                                     | The New Day (Big E, Kofi Kingston, và Xavier Woods) (c) đánh bại The Ascension (Konnor và Viktor), The Lucha Dragons (Kalisto và Sin Cara), Los Matadores (Diego và Fernando) (cùng với El Torito), The Prime Time Players (Darren Young và Titus O'Neil) và Tyson Kidd và Cesaro (cùng với Natalya) | Trận đấu Elimination Chamber tranh đai WWE Tag Team Championship                | 23:40     |
| 3                                                                                     | Nikki Bella (c) đánh bại Naomi và Paige | Trận đấu Triple Threat tranh đai WWE Divas Championship                         | 6:04      |
| 4                                                                                     | NXT Champion Kevin Owens đánh bại United States Champion John Cena | Trận đấu đơn Champion vs. Champion                                              | 20:15     |
| 5                                                                                     | Neville đánh bại Bo Dallas | Trận đấu đơn                                                                    | 8:46      |
| 6                                                                                     | Ryback đánh bại Dolph Ziggler, King Barrett, Mark Henry, R-Truth và Sheamus | Trận đấu Elimination Chamber cho đai WWE Intercontinental Championship bỏ trống | 25:12     |
| 7                                                                                     | Dean Ambrose đánh bại Seth Rollins (c) (cùng với Jamie Noble, Joey Mercury và Kane) bằng luật chống phạm quy | Trận đấu đơn tranh đai WWE World Heavyweight Championship                       | 21:49     |
| - (c) – chỉ người vô địch bước vào trận đấu - P – chỉ trận đấu diễn ra trong pre-show | |                                                                                 |           |

### Chi tiết Tag Team Championship Elimination Chamber
| Thứ tự loại | Đô vật (Đội)                                           | Thứ tự vào | Bị loại bởi                                        | Hình thức loại                                   | Thời gian |
| ----------- | ------------------------------------------------------ | ---------- | -------------------------------------------------- | ------------------------------------------------ | --------- |
| 1           | Diego (Los Matadores)                                  | 4          | Konnor và Viktor (The Ascension)                   | Bị đè sau đòn Fall of Man.                       | 10:22     |
| 2           | Kalisto (The Lucha Dragons)                            | 2          | Konnor (The Ascension)                             | Bị đè sau đòn Fall of Man.                       | 12.45     |
| 3           | Viktor (The Ascension)                                 | 1          | Darren Young (The Prime Time Players)              | Bị đè sau đòn Gut Check.                         | 13:30     |
| 4           | Cesaro (Tyson Kidd và Cesaro)                          | 3          | Darren Young (The Prime Time Players)              | Bị đè với đòn roll up.                           | 18:28     |
| 5           | Titus O'Neil (The Prime Time Players)                  | 5          | Xavier Woods, Big E và Kofi Kingston (The New Day) | Bị đè sau đòn chop block và Trouble In Paradise. | 23:40     |
| Thắng cuộc  | Big E, Kofi Kingston và Xavier Woods (The New Day) (c) | 6          | —                                                  | —                                                | 23:40     |

### Chi tiết Intercontinental Championship Elimination Chamber
| Thứ tự loại | Đô vật        | Thứ tự vào | Bị loại bởi | Hình thức loại               | Thời gian |
| ----------- | ------------- | ---------- | ----------- | ---------------------------- | --------- |
| 1           | King Barrett  | 1          | R-Truth     | Bị đè sau đòn Lie Detector.  | 11:05     |
| 2           | R-Truth       | 3          | Ryback      | Bị đè sau đòn Shell Shocked. | 14:00     |
| 3           | Mark Henry    | 4          | Sheamus     | Bị đè sau đòn Brogue Kick.   | 17:20     |
| 4           | Dolph Ziggler | 2          | Sheamus     | Bị đè sau đòn Brogue Kick.   | 20:25     |
| 5           | Sheamus       | 6          | Ryback      | Bị đè sau đòn Shell Shocked. | 25:14     |
| Thắng cuộc  | Ryback        | 5          | —           | —                            | 25:14     |

## Nhân sự trên màn ảnh khác
| Bình luận viên - Michael Cole - Jerry Lawler - John Bradshaw Layfield Ring announcer - Lilian Garcia Người phỏng vấn | Bàn Pre-show - Renee Young - Booker T - Corey Graves - Byron Saxton Trọng tài - Rudy Charles - Charles Robinson - Ryan Tran - Matt Bennett - Darrick Moore - Mike Chioda - Chad Patton |